# Akvavit

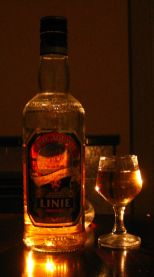
O sticlă de Akvavit norvegian.

Akvavit - denumit și aquavit, akevit sau akvaviittee în funcție de țara de origine, este un distilat tipic pentru țările nordice (Danemarca, Suedia, Finlanda și Norvegia). Denumirea indică distilate rectificate, obținute din cereale sau cartofi, materie primă rămasă ca atare sau aromatizată cu fructe sau semințe. Celebre sunt Aalborg Taffel Akvavit, produsă în Danemarca și obținută prin distilarea tuberculilor de cartofi și aromatizată cu chimen, Aalborg Porse Snaps, aromatizată cu mirt și Jubiloeums Alvavit, aromatizată cu mărar.